# Andres Kork
Andres Kork (* 15. April 1950 im heutigen Kreis Valga) ist ein estnischer Chirurg und Politiker. 1992 war Kork estnischer Gesundheitsminister in der kurzlebigen (Übergangs-)Regierung von Ministerpräsident Tiit Vähi.

## Leben
Andres Kork schloss 1969 die Schule in Tartu ab. 1975 beendete er sein Studium an der Medizinischen Fakultät der Staatlichen Universität Tartu. 1985 erlangte er den akademischen Grad eines Kandidaten der Medizin (Doktortitel).
Von 1976 bis 1979 war Kork als Chirurg in Rapla beschäftigt. Seit 1979 arbeitet er als Chirurg in der estnischen Hauptstadt Tallinn.
In der Zeit von Glasnost und Perestroika und der Loslösung Estlands von der Sowjetunion wurde Kork auch politisch aktiv. Von 1989 bis 1992 war er Vorsitzender des Stadtrats von Tallinn. Vom 30. Januar bis 21. Oktober 1992 war Kork Gesundheitsminister der Republik Estland in der Regierung von Ministerpräsident Tiit Vähi, die hauptsächlich aus Technokraten bestand.
Anschließend blieb er in der Tallinner Kommunalpolitik aktiv. Von 2003 bis 2005 war Kork Abgeordneter des estnischen Parlaments (Riigikogu) in dessen 10. Legislaturperiode. Er gehörte der konservativ ausgerichteten Partei Res Publica unter dem damaligen Ministerpräsidenten Juhan Parts an.
Ab 2003 war Kork Präsident der Estnischen Ärztegesellschaft (Eesti Arstide Liit). Er setzte sich besonders für eine schnelle Transformation des estnischen Gesundheitssystems, modernes Krankenhausmanagement und höhere Gehälter der Ärzte ein, um sie um Land zu halten.

## Privatleben
Andres Kork ist mit einer Ärztin verheiratet und hat drei erwachsene Kinder. Seine beiden Brüder Toomas Kork (* 1950) und Jüri Kork (* 1947) wurden Politiker und Unternehmer. Seine Schwester Anu Kasmel (* 1951) ist eine bekannte Psychiaterin und Gesundheitswissenschaftlerin.